# Bocca di lupo (difesa)

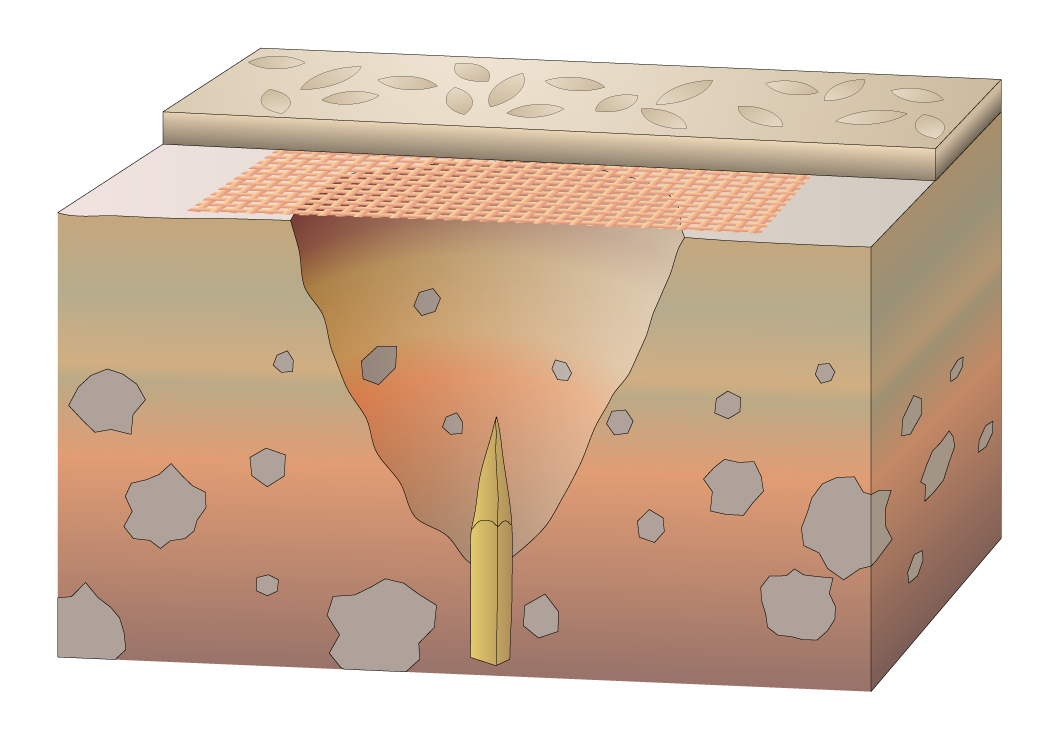
Esempio di una bocca di lupo

La bocca di lupo è un tipo di trappola utilizzato come ostacolo difensivo sin dall'antichità. Il termine deriva dalla lingua francese trou de loup, quindi letteralmente in italiano "trappola per lupo".

## Descrizione
In origine si trattava di una buca a forma conica profonda circa 2 metri, e larga circa 1-2 metri a livello del terreno. In fondo alla buca era infisso un palo appuntito. A volte la buca poteva essere coperta con leggeri rivestimenti, in modo da ingannare chi vi passasse sopra.

## Storia

### Età antica
Il primo a descrivere questo tipo di strumento di difesa fu Gaio Giulio Cesare nel suo libro De bello Gallico, dove descriveva la guerra gallica. In seguito furono utilizzati anche nel Rough Castle Fort del Vallo Antonino in Gran Bretagna.
A volte oltre al palo appuntito, venivano aggiunti alcuni agenti infettivi, come feci o cibo imputridito, che potevano peggiorare la situazione del malcapitato che, caduto nella trappola e feritosi, poteva contrarre delle infezioni, anche mortali.

### Durante la Prima Guerra Mondiale
La bocca di lupo è stata utilizzata soprattutto durante la prima guerra mondiale, quando i soldati di entrambe le parti erano bloccati in una guerra di trincea, in cui si andava all'assalto all'arma bianca per conquistare le trincee avversarie. Queste erano difese da mitragliatrici o mortai, che potevano decimare gli attaccanti. Correndo a zigzag per schivare le raffiche e le granate di mortaio si poteva incappare in tagliole o in bocche di lupo nascoste in dislivelli del terreno o dietro montagnole. Molti soldati, soprattutto dell'Intesa rimasero sfigurati da queste trappole.

### Secondo dopoguerra
Le bocche di lupo sono state utilizzate anche dai Vietcong durante la guerra del Vietnam.